# والامارا
والامارا (به لاتین: Valamara) یک کوه در آلبانی است که در شهرستان الباسان واقع شده‌است. والامارا ۲٬۳۷۳ متر بالاتر از سطح دریا واقع شده‌است.